# Jan van Freiburg
Jan van Freiburg (Neuchâtel, 26 mei 1396 - aldaar, 19 februari 1458) was van 1424 tot 1444 heer van Badenweiler en van 1424 tot aan zijn dood graaf van Freiburg en Neuchâtel.

## Levensloop
Jan was de zoon van graaf Koenraad van Freiburg en diens echtgenote Maria van Vergy. Na de dood van zijn vader werd hij in 1424 heer van Badenweiler, graaf van Freiburg en graaf van Neuchâtel. 
Hij diende aan het hof van hertogen van Bourgondië Jan Zonder Vrees en diens zoon Filips de Goede. Onder Filips de Goede was hij adviseur en generaal-stadhouder en aan het Bourgondische hof verdedigde hij de belangen van de stad Bern. In 1430 werd hij tot ridder geslagen en in 1440 werd hij aangesteld tot maarschalk van Bourgondië. In deze functie vocht hij met succes tegen de Armagnacs, die Bourgondië hadden verwoest, en speelde hij in 1442 een belangrijke rol bij de ontmoeting van Filips de Goede en Rooms-Duits koning Frederik III.
In 1443 legde Jan zijn functie van maarschalk van Bourgondië neer, maar toch nam hij voor de stad Bern de wapens op tegen Oostenrijk en in 1446 sloot hij in Konstanz vrede met beide partijen. In 1447 bemiddelde hij in het conflict tussen Guillaume d'Avenches, de schout van Freiburg, en hertog Lodewijk van Savoye. Op 12 februari 1455 vernieuwde hij de stadsrechten van Freiburg.
Van 1441 tot 1444 was Jan regent namens de minderjarige markgraven Hugo en Rudolf IV van Baden-Sausenberg. Nadat de broers volwassen waren verklaard, schonk hij hen op 8 september 1444 de heerlijkheid Badenweiler. Omdat Jan kinderloos stierf, erfde Rudolf IV na zijn overlijden in 1458 eveneens de graafschappen Freiburg en Neuchâtel. 

## Huwelijk en nakomelingen
In 1416 huwde Jan met Maria (overleden in 1465), de dochter van zijn leenheer Jan III van Chalon-Arlay. Ze kregen drie kinderen:
- Jan (1426), jong gestorven
- Catharina (1428), jong gestorven
- Johanna (1429), jong gestorven